# 哈丁 (密蘇里州)
哈丁（英語：Hardin）是位於美國密蘇里州雷縣的城市。

## 人口
根據2020年美國人口普查的數據，哈丁的面積為1.67平方千米，皆為陸地。當地共有人口571人，而人口密度為每平方千米342人。